# Gigō Funakoshi
Gigō Funakoshi (1906 – 24 novembre 1945) è stato un karateka giapponese.
Fu il terzo figlio di Gichin Funakoshi (il fondatore del karate stile Shōtōkan) ed è generalmente riconosciuto come l'iniziatore del karate moderno.

## Lo sviluppo del karate moderno
Sebbene mancato in giovane età (appena trentanovenne, nella primavera del 1945), Gigō Funakoshi, (Yoshitaka in Giapponese) ebbe una vasta influenza nella evoluzione in senso moderno del karate stile shotokan.
Mentre suo padre fu responsabile della trasformazione del karate da tecnica di combattimento ad arte  marziale filosofica (intesa come Dō, via, cammino, in lingua giapponese), Gigō fu il responsabile dello sviluppo di una tecnica di karate che i giapponesi separarono definitivamente dalle arti marziali di Okinawa, trasformandola e dandole una caratterizzazione tipicamente nipponica.